# 第五長久丸
第五長久丸（だいごちょうきゅうまる）は、かつて田中鉱山株式会社が保有していた日本初の純国産鋼製貨物船。「日本近世造船史」にその図面が載っている。

## 建造
台湾から製鉄所のある釜石へ鉄鉱石や石炭を運ぶ貨物船として1913年（大正2年）4月に東京の田中長兵衛が浦賀船渠に発注。2千トン級のこの汽船は国内初の純国産鋼製貨物船であり、浦賀船渠にとってもこの規模の船を造るのは創業以来初めての挑戦であった。受注後すぐに設計に取り掛かり、同年10月に逓信大臣より造船の認可が下りたため建材を発注。同12月より製造に着手した。翌1914年（大正3年）7月4日には船主・田中長兵衛の「長」とその義弟で釜石製鉄所長・横山久太郎の「久」を取って第五長久丸と命名し、進水式を行う。特筆すべき点としては造船材料の9割が国産であり、東京湾内で進水式をした船としては過去最大のものであった。この進水式には浦賀船渠の社長・町田豊千代や主任技師の浅川彰三らの他、横須賀鎮守府司令長官の伊地知季珍以下海軍高官、横須賀市長の田邊男外鐵、第一銀行総支配人の佐々木勇之助及び各紙新聞記者など約500名が来賓。一般の観覧者も数多く集まり盛大なものとなった。船は同年10月に竣工。
第五長久丸は1911年に三井がイギリスに発注した最新式貨物船・六甲山丸と同じサイズであり、貨物の積載量や石炭燃費でも引けを取らなかった。また揚貨装置の数や配置に新たな試みがあり、そのため通常の船に比べ約2倍の荷役速度を誇った。これが船主間で話題となり、浦賀船渠には同型船の注文が複数舞い込んで活況を呈したほか、他の造船所でも形式を真似るところが現れた。
なお船主の田中長兵衛は長久丸、第二長久丸、第三長久丸、その他複数の貨物船を所有していたが、これらは外国製の中古船を買い入れたものであり国内生産の船ではない。

## 運用
竣工翌年の1915年（大正4年）6月18日には、建設が正式決定となった明治神宮の建材として台湾阿里山で産出された木材を満載し横浜に入港。鳥居に使用予定の長さ60間（約109ｍ）直径6尺（約1.82ｍ）の巨大な檜に関しては基隆まで搬出されたものの、この未曾有の巨木を積み得る船が無く困っており、おそらく海に浮かせてロープで引いてくることになるだろうと第五長久丸船長の谷が語っている。

## 沈没事故
1923年（大正12年）2月25日、第五長久丸は岩手県の首崎付近の浅瀬で座礁した。その前日の24日、大連より豆粕を満載し石濱港にて荷揚げ。同日15時頃に燃料である石炭の補給のため釜石へ向け出港する。ところが同20時頃より霧が発生。次第に濃霧となり速力を落とし厳重警戒しつつ進むも、翌25日深夜0時50分頃に左舷船首が激しく接触。船尾は岩に挟まれた。浸水が始まり、午前2時にはそれが機関室にも達し機関停止を余儀なくされる。
船長・谷英吉の指示の下、全船員が甲板に集合して順次ワイヤーロープを使い岩壁に移る中、船長自身は船と命運を共にする決意を明かす。船員たちから懇願されても動こうとしない船長に対し、一等運転士の坂口は船長が残るなら自分も残ると詰め寄り、ついに脱出を承諾させた。ところが船長にロープの端を握らせて坂口が岩壁に渡った次の瞬間、大波が船長の身体を連れ去ってしまう。皆が落胆したその時、次の波が船長を岩壁の下に打ち寄せる形となり、それを見た船員たちは急ぎ船長を引き上げた。この事故の際、地元崎浜の消防団や青年団は山中を2時間かけて現場へたどり着き、陸から船へロープを張って献身的に救助に当たった。結果、船は沈没したものの船長以下船員の殆どは無事に釜石港に帰還している。日本海員掖済会は、この件における犠牲的精神の発露に対し表彰を行い、金品を授与した。